# Arbanassi-Nunatak
Der Arbanassi-Nunatak (bulgarisch нунатак Арбанаси nunatak Arbanasi) ist ein 320 m hoher Nunatak auf der Livingston-Insel im Archipel der Südlichen Shetlandinseln. In den Vidin Heights ragt er 0,86 km ostsüdöstlich des Sharp Peak, 2 km westlich des Kubrat Knoll und 2,6 km nordwestlich des Edinburgh Hill auf.
Bulgarische Wissenschaftler kartierten ihn bei Vermessungen der Tangra Mountains zwischen 2004 und 2005. Die bulgarische Kommission für Antarktische Geographische Namen benannte ihn 2005 nach dem Dorf Arbanassi in Bulgarien.